# Aluterus monoceros
Aluterus monoceros és una espècie de peix de la família dels monacàntids i de l'ordre dels tetraodontiformes.
És un peix marí, de clima subtropical i associat als esculls de corall que viu entre 1-50 m de fondària.
Es troba a les regions tropicals de tots els oceans.
Els mascles poden assolir 76,2 cm de longitud total i 2.710 g de pes.
Menja organismes bentònics.
Hi ha informes d'enverinament per ciguatera.